# Målilla
För andra betydelser, se Målilla (olika betydelser).
Målilla är en tätort i Hultsfreds kommun i Kalmar län och ingår i Målilla-Gårdveda distrikt. Det svenska värmerekordet, +38 °C sattes i Målilla den 29 juni 1947 – vilket delas med Ultuna i Uppland. Målilla är en av flera tätorter i Hultsfreds kommun och har 1 461 invånare (2023).

## Historia
Målilla omnämns första gången 1329 som Malhella, vilket kan betyda mötesplats på en berghäll. Orten är en gammal tingsplats. 
1465 omnämns Målilla när väpnaren Magnus Drake i Kalvenäs skänkte sin gård i Målilla kyrkby till en systerson, prosten Jöns Larsson. Jöns Larsson sålde tre år senare, år 1468, Målilla till Birger Trolle den yngre.
Det senast byggda tingshuset för Aspelands tingslag uppfördes 1797 och användes som tingshus till 1918.
Målillas första husbebyggelse tillkom i närheten av kyrkan. Efter det att järnvägen byggts till Målilla 1874, växte ett stationssamhälle upp i närheten av järnvägsstationen.

### Befolkningsutveckling
| Befolkningsutvecklingen i Målilla 1960–2020                                                      | Befolkningsutvecklingen i Målilla 1960–2020 | Befolkningsutvecklingen i Målilla 1960–2020 | Befolkningsutvecklingen i Målilla 1960–2020 | Befolkningsutvecklingen i Målilla 1960–2020 |
| ------------------------------------------------------------------------------------------------ | ------------------------------------------- | ------------------------------------------- | ------------------------------------------- | ------------------------------------------- |
|                                                                                                  |                                             |                                             |                                             |                                             |
| År                                                                                               |                                             |                                             | Folkmängd                                   | Areal (ha)                                  |
| 1960                                                                                             | 1960                                        |                                             | 1 163                                       |                                             |
| 1965                                                                                             | 1965                                        |                                             | 1 235                                       |                                             |
| 1970                                                                                             | 1970                                        |                                             | 1 863                                       |                                             |
| 1975                                                                                             | 1975                                        |                                             | 1 802                                       |                                             |
| 1980                                                                                             | 1980                                        |                                             | 1 755                                       |                                             |
| 1990                                                                                             | 1990                                        |                                             | 1 781                                       | 338                                         |
| 1995                                                                                             | 1995                                        |                                             | 1 746                                       | 346                                         |
| 2000                                                                                             | 2000                                        |                                             | 1 641                                       | 327                                         |
| 2005                                                                                             | 2005                                        |                                             | 1 605                                       | 327                                         |
| 2010                                                                                             | 2010                                        |                                             | 1 524                                       | 326                                         |
| 2015                                                                                             | 2015                                        |                                             | 1 348                                       | 320                                         |
| 2020                                                                                             | 2020                                        |                                             | 1 429                                       | 324                                         |
| Anm.: 1960-1965 benämnd Målilla station. Sammanvuxen med Målilla kyrkby 1970, nytt namn Målilla. |                                             |                                             |                                             |                                             |

## Samhället
Orten utgörs idag av de tidigare mindre samhällena Målilla kyrkby, Målilla stationssamhälle och Emmenäs. Gårdveda kyrkby i Gårdveda socken, väster om Målilla, har vuxit ihop med Målilla. Orten domineras av villabebyggelse.
I Målilla ligger bland andra Målilla-Gårdveda kyrka samt Målilla hotell, tidigare Målilla Järnvägshotell från 1873, ritat av C. G. Ekelund.
Målilla omnämns i Eddie Meduzas låt "Var den grön får du en ny" - även känd som "Termosen".

### Handel
Målilla har en Coop-butik, belägen vid rondellen, som drivs av Coop Oskarshamn med omnejd. Tidigare hade Målilla även en Ica-butik, Ica Nära Tärnan på Vetlandavägen 1. År 2015 valde Ica-handlaren att lägga ner och Coop Oskarshamn tog över Ica-butiken och koncentrerade verksamheten till den existerande Coop-butiken. 

### Bankväsende
Målilla sparbank grundades 1905 och uppgick 1966 i Oskarshamns sparbank, senare en del av Föreningssparbanken/Swedbank
Oskarshamns enskilda bank hade ett kontor i Målilla, men det drogs in när denna bank upphörde 1889. Den år 1903 grundade Västerviks handelsbank öppnade snart ett kontor i Målilla. Denna bank övertogs snart av Skånska handelsbanken, som senare blev Skandinaviska kreditaktiebolaget. Skandinaviska enskilda banken överlät år 1982 kontoret till Oskarshamns sparbank.
I oktober 1997 rånades sparbankskontoret. Senare har kontoret lagts ner.

## Transport
Stångådalsbanan går genom Målilla tätort och den bands tidigare också samman med Vetlanda–Målilla Järnväg. Sedan 2005 stannar inte längre tågen vid järnvägsstationen.
Vid Coop och "termometerrondellen" ligger Målilla Terminalen som är en bussterminal som byggdes under sent 2000-tal och trafikeras av 5 KLT-linjer (60, 61, 62, 154, 159) och en Kronobergs länstrafik (320) och JLT (344). Linjerna går från Hultsfred, till Målilla och respektive Mörlunda, Virserum, Järnforsen, Oskarshamn, Högsby, Vetlanda och Växjö.

2011 öppnade Förbifart Målilla som gick från "Cykelrondellen", förbi Målilla Sanatorium och till termometerrondellen. Cykelrondellen kopplar riksväg 47 mot Järnforsen, Vetlanda och Jönköping, riksväg 23 mot Virserum, Åseda och Växjö och Förbifart Målilla där både 23 och 47 fortsätter till termometerrondellen. Rondellen kopplar riksväg 34/23 mot Hultsfred, Vimmerby och Linköping med förbifarten. Riksväg 34 och 47 fortsätter mot Kalmar och Oskarshamn medan 23 går mot Linköping. Vid denna rondell ligger även Coop och Målilla Terminalen 

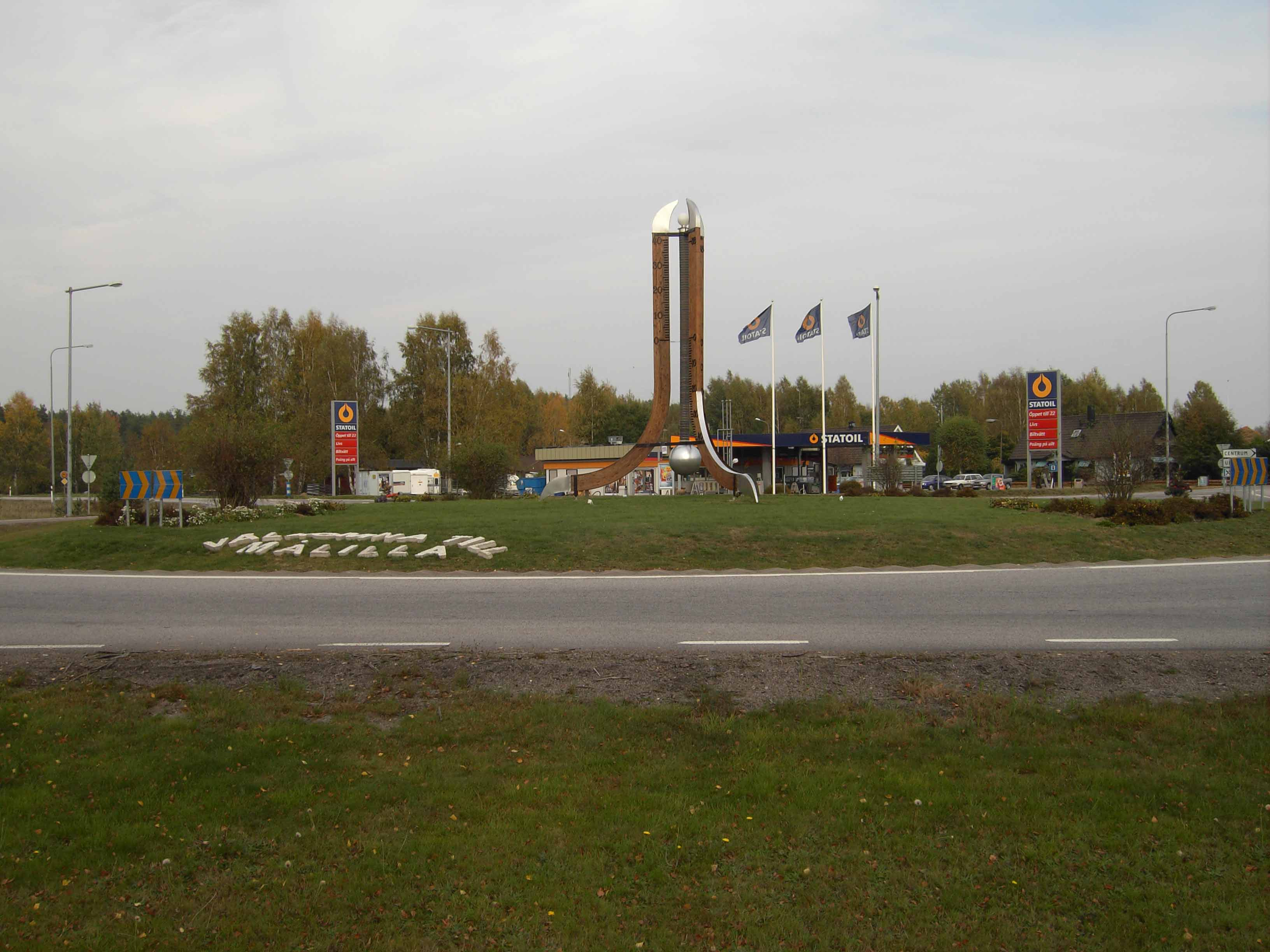
Rondellen i Målilla (riksvägarna 23, 34 och 47) med en stor termometer i mitten

## Kultur
Målilla-Gårdveda hembygdsförening driver flera museer i Målilla-Gårdveda hembygdspark, bland andra Målilla motormuseum och Speedwaymuseum.

## Sport
Målilla är hemort för speedwaylaget Dackarna Målilla och Målilla GoIF, främst framgångsrika i bandy.

## Evenemang
Varje år arrangeras "Motorns dag" i Målilla-Gårdveda hembygdspark, där entusiaster från hela landet träffas för att studera gamla motorer, bilar och motorredskap.
Augusti/September brukar Speedway GP anordnas på Skrotfrag Arena.